# 658787 Alksnis
658787 Alksnis este o planetă minoră (asteroid) din centura de asteroizi. A fost descoperită pe 19 octombrie 2017 la Baldone⁠(d) de . 
Obiectul prezintă o orbită caracterizată de o semiaxă mare de 3,0923796099036 UAi, o excentricitate de 0,20498408149819, o înclinație de 10,224816878925 ° în raport cu ecliptica.